# Expédition 71 (ISS)
Insigne de la mission
Équipage de l'expédition 71
Chronologie
Expédition 70 Expédition 72
L'expédition 71 est le 71e roulement d'équipage de la Station spatiale internationale (ISS). Elle commence le 6 avril 2024 avec le départ du Soyouz MS-24 et se termine le 23 septembre 2024 avec le départ du Soyouz MS-25.

## Déroulement
L'expédition commence le 6 avril 2024 à 3 h 54 UTC quand le Soyouz MS-24 se détache de l'ISS. Sept personnes sont présentes à bord de l'ISS, dont le commandement est assuré par le Russe Oleg Kononenko.
Le 6 juin à 5 h 34 UTC, la capsule Starliner s'amarre à l'ISS dans le cadre de la mission Boe-CFT. Elle transporte deux astronautes, Barry Wilmore et Sunita Williams, ce qui porte à neuf le nombre de personnes présentes à bord de la station. Leur vol de huit jours étant prolongé jusqu'en février 2025, ils deviennent membres de l'équipage de cette expédition et de la suivante.
le 11 septembre à 19 h 32 UTC, le Soyouz MS-26 s'amarre à l'ISS. Les trois personnes à son bord, les Russes Alexeï Ovtchinine, Ivan Vagner et l'Américain Donald Pettit, rejoignent l'équipage qui comprend alors douze astronautes.
L'expédition se termine le 23 septembre 2024 à 8 h 36 UTC, quand le Soyouz MS-25 se détache de l'ISS, ramenant sur Terre Oleg Kononenko, Nikolaï Tchoub et Tracy Caldwell.